# 二羽の鳩
『二羽の鳩』（にわのはと、仏: Les Deux Pigeons）は、1886年にパリ・オペラ座で初演された全3幕のバレエ作品。アンドレ・メサジェ作曲、ルイ・メラント振付による。
17世紀のフランスの詩人ラ・フォンテーヌの寓話に基づき、主人公を婚約中の若い男女（ペピオとグルリ）として、男の家出の危機を乗り越え、二人が再び結ばれるまでを描く。
1870年代以降のオペラ座はJ・マジリエ、アルテュール・サン＝レオンら振付家の相次ぐ死去と、バレリーナのマリー・タリオーニの引退を受けてバレエの地位低下が顕著だったが、この作品は同時代に作られたものとしては 『コッペリア』（1870年）に次ぐ人気を集め、1949年までに計196回もの上演を重ねた。
本記事では1961年に作られたアシュトン版についても後述する。

## 成立
作曲家として駆け出しだったメサジェは、師匠サン＝サーンスの推薦でオペラ座に紹介され、初めて本格的な舞台音楽を手掛けることになった。オペラ座総支配人のヴォーコルヴェイユは自らラ・フォンテーヌの寓話を題材に選び、コメディ・フランセーズの元役者で台本作家のアンリ・レニエに台本化を指示した。しかし1884年にヴォーコルヴェイユは亡くなり、同年末にはレニエもオペラ座を辞職してしまう。このためメラントによる振付が始まったのはさらに1年余りが経ってからとなった。
奇しくもこの作品はオペラ座でリハーサルにピアノ伴奏を用いた最初の作品となった。ヒロイン役のグルリはカタロニア出身のエトワール、ロシタ・マウリ。その恋人役ペピオには当時の慣例として男装の専門役だった第一舞踊手のマリー・サンラヴィルがあてられた。メラントはそれまで 『シルヴィア』 などで主役を演じていたが、58歳のこのときは端役のジプシーの一人として出演するに留まった。
初演は1886年10月18日の夜、ドニゼッティの歌劇 『ラ・ファヴォリート』 との二本立てで、大ぎりに行われた。たまたまこの晩はひどい暴風雨で観衆は途中で帰ることもままならず、結果的に大入りの中で始まった。グルリ役のマウリは第1幕で金髪のかつらを被っていたため本人と気付かれず、当初は沈黙をもって迎えられたが、第2幕で持ち前の豊かな黒髪を披露した。そしてピッチカートに合わせたソロを踊ると大歓声を受け、リクエストに応えて再び同じソロを踊ったという。
なお詩人のマラルメは『二羽の鳩』を鑑賞し、その印象を自身のバレエ論“Ballets”の中に記している。またメラントは翌1887年の7月に亡くなり、これが自身最後の振付作品となった。

## あらすじ

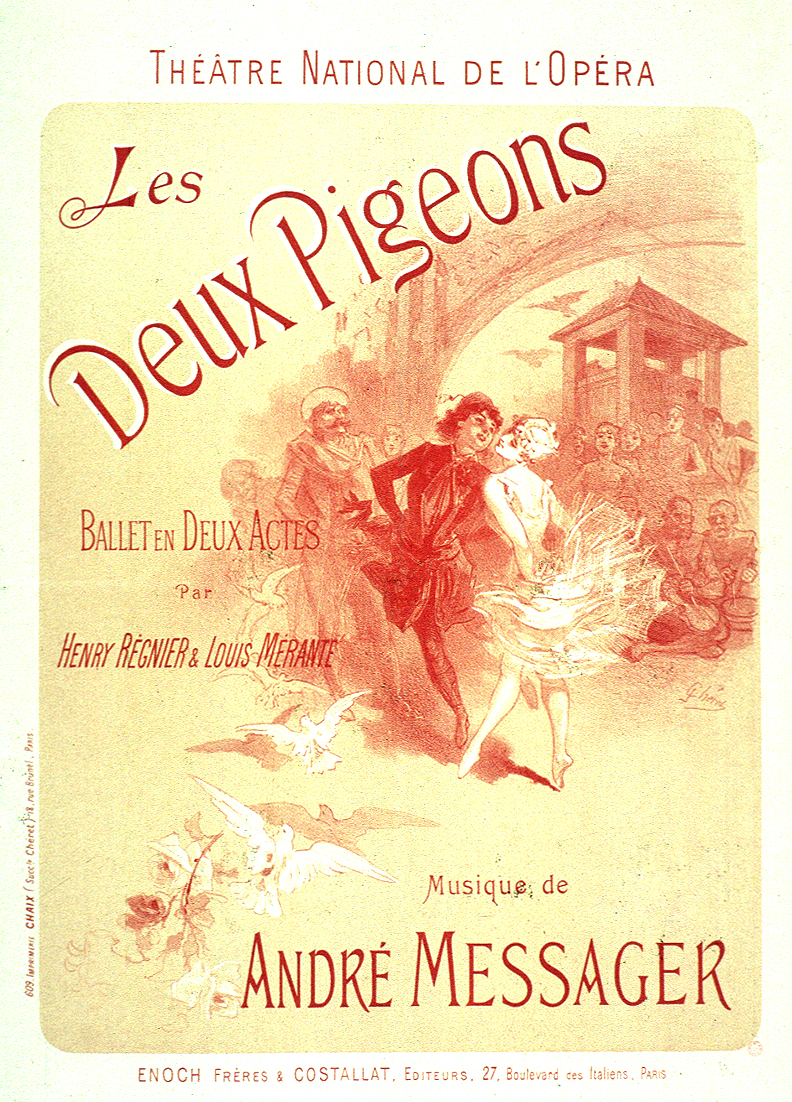
ポスター （1890年代）

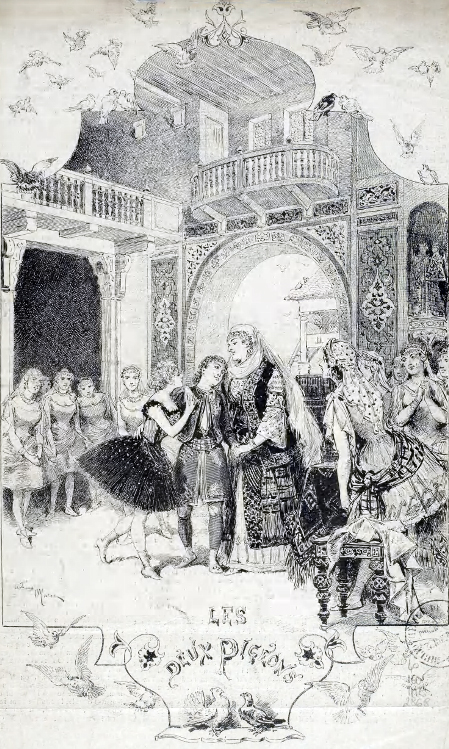
第3幕、帰還の場面。中央向かって左から、R・マウリ（グルリ）、M・サンラヴィル（ペピオ）、B・モントーブリ（ミカリア）。

| 主な登場人物 |          |                        |
| グルリ       | Gourouli | ギリシャのとある家の娘 |
| ミカリア     | Mikalia  | グルリの母             |
| ペピオ       | Pepio    | グルリの婚約者         |
| ザリフィ     | Zarifi   | ジプシーの長           |

### 第1幕
18世紀のギリシャはエーゲ海に近い田舎の家。窓の外には鳩舎があり、沢山の鳩が屋根の上に止まっている。大広間ではミカリアの指示で召使たちが立ち働いている。そこへ悲しそうな顔をした娘のグルリが入ってくる。グルリは近頃、許嫁ペピオが憂鬱ぎみで、不満げな様子であることを気にかけている。母ミカリアに促されて、グルリは彼の説得を試みる〔ここで二人は鳩のように突き合い、一旦別れてから仲直りするしぐさをする〕。しかしペピオの気分は依然として晴れない。
このとき偶然ジプシーの一団が楽器を鳴らしながら通りかかる。ミカリアは彼らを家の中に請じ入れてダンスを披露させる（動画）。グルリも彼らに交じって踊る。ペピオはジプシーの踊りに興味を示すがグルリには無関心のまま。やがてペピオは流れ者たちに同道することを決意し、グルリとミカリアに別れを告げて家を出る。

### 第2幕
別の村でジプシーたちが祝祭の準備をしている。ペピオも一緒になり、少女の一人と楽しそうに話をしている。そこへ頭に被り物をした別の女が到着し、ジプシーの長・ザリフィに頼みごとをして若い女の衣装を借り受ける。これはペピオの後を追ってきたグルリだった。いよいよ祝祭が始まり、様々なダンスが踊られる〔ディヴェルティスマン〕。中でも皆の目を引いたのはグルリの鮮やかな踊りだった。ペピオはそれが彼女とは気付かずに夢中になる。その直後、ペピオはジプシーたちの言いなりに賭けトランプを始めさせられ、有り金すべてを巻き上げられてしまう。
やがて雷鳴とともに豪雨となり、ペピオは一文無しの状態で放逐される。

### 第3幕
グルリの家。ミカリアは気落ちしており、グルリの友人たちに慰められている。そこへグルリが帰宅し、母娘は抱擁して再会を喜ぶ。彼女は間もなくペピオも戻ってくることを告げる。そしてペピオが現れる。許しを乞う彼は、ミカリアに背中を押されてグルリの胸の中に迎え入れられる。

## その後の上演史

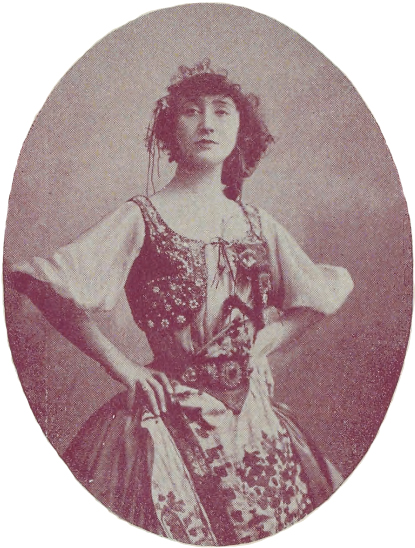
ジプシーの少女に扮したアイーダ・ボニ。1906年のロンドン公演ではグルリ役を踊った。

『コッペリア』 や 『シルヴィア』 と異なり、本作品はロシアに移植されることはなく、専らオペラ座で上演され続けた。1894年の再演時に構成が全2幕に改められた上、物語の設定がハンガリーに変更された。これにより二人の帰宅・和解シーンは第2幕の最後に続けて行われるようになった。また1919年にはアルベール・アヴリーヌによって再改訂がなされ、全1幕となった。
歴代のグルリ役は、R・マウリから、C・ザンベッリ、L・ダルソンヴァルへと受け継がれた。ペピオ役を男装のバレリーナが演じる慣行は長らく続き、これが男性にとって代わられるのはようやく1942年になってからであった。アヴリーヌ版は1949年でオペラ座での上演をいったん終えたが、1980年にオペラ座バレエ学校の演目として復活し、今日でも上演されている。
なおイギリスでは1906年に、作曲家のメサジェがコヴェント・ガーデン劇場（現ロイヤル・オペラハウス）の音楽監督に就任後、同劇場においてメサジェ自身の手になる短縮版がフランソワ・アンブロシニの振付指導により上演されたが、単発的なものに終わった。

### アシュトン版
1961年に英国ロイヤル・バレエ団のフレデリック・アシュトンが全2幕のバレエ 『2羽の鳩』 （英: The Two Pigeons） として新たに振付・演出を行い、同年2月14日に同ツーリング・カンパニー（現バーミンガム・ロイヤル・バレエ団）が上演した。
1906年当時の楽譜がロイヤル・オペラハウスで見つかったことで制作に弾みがついたという。前年に作られたアシュトンの 『リーズの結婚』 と同じく、音楽監督のJ・ランチベリーが編曲を施しており、特に第2幕のフィナーレは、メサジェのオペレッタ 『ヴェロニック』 から抜粋した1曲が挿入された上、オーケストレーションの変更が行われている。
物語はフランスのパリに設定しており、第1幕の二人の住まいはパリの街を見下ろす高層の部屋。主人公の男女の名前はなく、単に少女 (Young Girl)、青年 (Young Man) となっている。また調教したハト2羽を実際に舞台上で使用する。物語のテーマに合わせて初演は1961年のバレンタインデーに行われ、少女役をL・シーモア、少年役をC・ゲイブルが演じた。当初は「話のつじつまが合わない」などの酷評もあったものの、今日までバーミンガム・ロイヤル・バレエ団の演目に残っており、繰り返し上演されている。
アシュトン版の日本初演は1992年に小林紀子バレエシアターが行った。

## 動画
- パリ・オペラ座 『二羽の鳩』 リハーサル風景 （第1幕・ジプシーのヴァリエーション、指導はイヴェット・ショヴィレ）